# Фомин, Демьян Яковлевич
Демья́н Я́ковлевич Фоми́н (1925—1943) — подпольщик, участник антифашистской организации «Молодая Гвардия».

## Биография
Родился 9 августа 1925 года в семье партийного работника.
С 1935 года вместе с семьёй проживал в посёлке Первомайка Краснодонского района. Там же окончил школу, а после обучения на курсах трактористов с 1940 года работал в одноимённом совхозе «Первомайский» по основному профилю. Летом 1942 года был эвакуирован, но, попав в окружение, вынужден вернуться домой. Вступив в «Молодую гвардию», принял участие в ряде её операций. Был арестован в ночь на 5 января 1943 года немецкой контрразведкой и после допросов был казнён и сброшен в шурф шахты № 5. Похоронен в братской могиле героев на центральной площади города Краснодона.
Посмертно награждён орденом Отечественной войны 1-й степени и медалью «Партизану Отечественной войны» 1-й степени.